# Comuna Bulz, Bihor
Bulz (în maghiară: Csarnóháza, în germană Grünfeld) este o comună în județul Bihor, Crișana, România, formată din satele Bulz (reședința), Munteni și Remeți.

## Demografie
Componența etnică a comunei Bulz
     Români (94,38%)
     Alte etnii (2%)
     Necunoscută (3,63%)
Componența confesională a comunei Bulz
     Ortodocși (79,61%)
     Penticostali (14,71%)
     Alte religii (1,63%)
     Necunoscută (4,05%)
Conform recensământului efectuat în 2021, populația comunei Bulz se ridică la 1.903 locuitori, în scădere față de recensământul anterior din 2011, când fuseseră înregistrați 2.104 locuitori. Majoritatea locuitorilor sunt români (94,38%), iar pentru 3,63% nu se cunoaște apartenența etnică. Din punct de vedere confesional, majoritatea locuitorilor sunt ortodocși (79,61%), cu o minoritate de penticostali (14,71%), iar pentru 4,05% nu se cunoaște apartenența confesională.

## Politică și administrație
Comuna Bulz este administrată de un primar și un consiliu local compus din 11 consilieri. Primarul, Cosmina-Lenuța Piț-Dogar[*], de la Partidul Național Liberal, este în funcție din 1 noiembrie 2024. Începând cu alegerile locale din 2024, consiliul local are următoarea componență pe partide politice:
|  | Partid                          | Consilieri | Componența Consiliului | Componența Consiliului | Componența Consiliului | Componența Consiliului | Componența Consiliului |
|  | ------------------------------- | ---------- | ---------------------- | ---------------------- | ---------------------- | ---------------------- | ---------------------- |
|  | Partidul Național Liberal       | 5          |                        |                        |                        |                        |                        |
|  | Partidul Social Democrat        | 4          |                        |                        |                        |                        |                        |
|  | Alianța pentru Unirea Românilor | 1          |                        |                        |                        |                        |                        |
|  | Uniunea Salvați România         | 1          |                        |                        |                        |                        |                        |

## Atracții turistice
- Rezervația naturală „Peștera cu Apă din Valea Leșului” (0,10 ha)
- Rezervația naturală „Valea Iadei” (2, ha)
- Defileul Crișului Repede - Pădurea Craiului (sit de importanță comunitară inclus în rețeaua europeană Natura 2000 în România)